# Mark 26
A Mark 26 foi uma bomba nuclear relacionada com o a arma nuclear Mark 21. O desenvolvimento da Mk-26 começou em 1 de setembro de 1954. No fim de julho de 1955 o desenho da Mk-21 foi lançado para a produção, enquanto que o desenho da Mark 26 não. A versão limpa, Mark 21C que foi testada na Operação Redwing como Redwing Navajo não interessou a USAF ou a AEC. Como a decisão de cancelar a versão limpa da Mk 21 coincide com o cancelamento da Mark 26 em abril de 1957, é possível que a Mark 26 seja a designação de produção da versão limpa da Mark 21.